# Mikkel Ploug
Mikkel Ploug (* 1978 in Hillerød) ist ein dänischer Jazzmusiker (Gitarre, Komposition).

## Leben und Wirken
Ploug begann im Alter von vier Jahren mit dem Schlagzeugspielen. Mit zwölf Jahren wechselte er zur Gitarre. Er studierte am Koninklijk Conservatorium Den Haag, wo er 2005 einen Master-Abschluss für Komposition mit Auszeichnung erhielt. Dann besuchte er New York, um Unterricht bei einer Reihe von Musikern zu nehmen und Sessions zu spielen.
Ploug hat als Sideman mit Sean Carpios Wowos und für Pete Robbins’ Transatlantic gearbeitet; er trat zu Beginn seiner Karriere auch als Vorgruppe von Wayne Shorter auf. Mit seinen Bands Mikkel Ploug Group, Mikkel Ploug Trio und dem Improvisationstrio Equilibrium ist er in ganz Europa, Brasilien und den USA aufgetreten. Er hat zwölf Alben für international renommierte Labels wie Sunnyside Records, Whirlwind Recordings oder Songlines Recordings aufgenommen. Auf seinem Album Nocturnes interpretiert er Nachtstücke der Komponisten Bent Sørensen, Carl Nielsen und Valentin Silvestrov. Er ist als Solist mit dem Königlichen Ballett in Kopenhagen aufgetreten und wirkte mit dem amerikanischen Choreografen und Tänzer Tilman O’Donnell zusammen. Weiterhin arbeitete er mit Musikern wie Loren Stillman, Bill McHenry, Theo Bleckmann, Pete Robbins, Tommy Crane, Rebecca Collins, Marlon Browden, Kresten Osgood, Thomas Agergaard, Anders Christensen, Mikkel Hess, Tue West, Niels Lykkegaard, Kenny Wheeler, Eivind Opsvik, Robin Fincker, Simon Jermyn, Jonas Westergaard und Hugo Rasmussen.
Ploug hat in Berlin gelebt und wohnt aktuell in Kopenhagen.

## Diskographische Hinweise
- Mikkel Ploug / Sissel Vera Pettersen / Joachim Badenhorst: Equilibrium (Songlines Recordings 2009)
- Fernweh (Fresh Sound New Talent 2010, mit Jeppe Skovbakke, Kevin Brow)
- Mikkel Ploug | Mark Turner: Faroe (Sunnyside 2018)[2]
- Balcony Lullabies (Stunt Records 2020)
- Mikkel Ploug Group: Nocturnes (Stunt 2022, mit Mark Turner, Jeppe Skovbakke, Sean Carpio)[1]
- Mikkel Ploug, Sissel Vera Pettersen, Joachim Badenhorst: Lento (Klein, 2024)